# Froideconche
Froideconche – miejscowość i gmina we Francji, w regionie Burgundia-Franche-Comté, w departamencie Górna Saona.
Według danych na rok 1990 gminę zamieszkiwały 2013 osoby, a gęstość zaludnienia wynosiła 125 osób/km² (wśród 1786 gmin Franche-Comté Froideconche plasuje się na 73. miejscu pod względem liczby ludności, natomiast pod względem powierzchni na miejscu 180.).